# Oceanisch kampioenschap voetbal vrouwen 1994
Het OFC Vrouwen Kampioenschap 1994 was de vijfde editie van het OFC Vrouwenkampioenschap. Eigenlijk was het voetbaltoernooi het OFC-kwalificatietoernooi voor het tweede WK voor vrouwen waarvan de OFC de winnaar tevens als winnaar van het OFC Vrouwen Kampioenschap aanmerkte. Het werd van 14 tot en met 20 oktober 1994 gehouden en vond plaats in Papoea-Nieuw-Guinea en werd voor het eerst gewonnen door het Australisch voetbalelftal.
De drie deelnemende landen speelden elk twee keer tegen elkaar en het land dat na de competitie bovenaan stond was de winnaar en mocht aan het WK deelnemen.

## Teams
- Australië
- Nieuw-Zeeland
- Papoea-Nieuw-Guinea

## Wedsrijdresultaten
14 oktober 1994
| Nieuw-Zeeland | 2-1 | Australië |  |

15 oktober 1994
| Nieuw-Zeeland | 2-0 | Papoea-Nieuw-Guinea |  |

16 oktober 1994
| Australië | 7-0 | Papoea-Nieuw-Guinea |  |

18 oktober 1994
| Australië | 1-0 | Nieuw-Zeeland |  |

19 oktober 1994
| Papoea-Nieuw-Guinea | 0-4 | Australië |  |

20 oktober 1994
| Papoea-Nieuw-Guinea | 0-6 | Nieuw-Zeeland |  |

## Scoretabel
| Land                | Wed | Win | Gel | Ver | DV | DT | +/- | Pnt |
| ------------------- | --- | --- | --- | --- | -- | -- | --- | --- |
| Australië           | 4   | 3   | 0   | 1   | 13 | 2  | 11  | 6   |
| Nieuw-Zeeland       | 4   | 3   | 0   | 1   | 10 | 2  | 8   | 6   |
| Papoea-Nieuw-Guinea | 4   | 0   | 0   | 4   | 0  | 19 | -19 | 0   |

| Kampioen: Australië (1e titel) |